# 나가사키현립 이키 고등학교

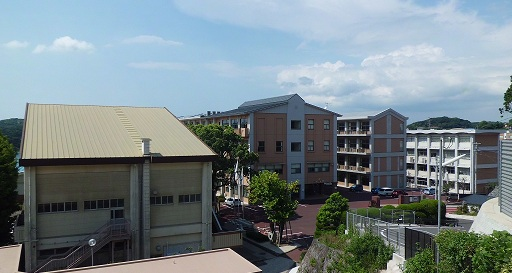
나가사키현립 이키 고등학교 전경.

나가사키현립 이키 고등학교(일본어: 長崎県立壱岐高等学校)는 일본 나가사키현 이키시 고노우라정 가타바루후레에 위치하고 있는 공립 형태를 띈 고등학교이다. 그러나 이 학교는 1909년 11월 2일을 기하여 처음으로 개교하였다. 본디부터 처음 개교하였을 때에는 나가사키현립 쓰시마 고등학교와 마찬가지로 여학생만을 위한 전문 고등학교로 운영되었으나, 이 학교가 남고인 이키제1고, 여고인 이키제2고로 나뉘었다가 두 학교가 통합하여 1949년부터 남녀공학을 전문적으로 담당하게 되는 통합 학교인 나가사키현립 이키고등학교로 다시 출범되어 오늘에 이른다. 다만 제2외국어는 윗동네의 섬인 쓰시마섬에 소재하고 있는 나가사키현립 쓰시마 고등학교가 한국어로 이용되는 것과 달리, 이 학교는 중국어를 위주로 학습하고 있지만, 동아시아 역사 관련 교육도 역시 실시하고 있다.

## 교통편
- 이키 교통 소속 일부 버스 노선(고노우라, 신도 방면 등 2개 노선)이 이 학교 부근을 정차한다.

## 주변 시설
- 관공서 : 이키 경찰서, 이키 진흥국
- 우체국, 금융기관 : 고노우라 우편국, 주하치 은행 이키지점
- 상점 : 호토모토 고노우라점
- 기타 시설 : 고노우라항

## 같이 보기
- 나가사키현립 이키 상업고등학교